# Leandro N. Alem (Misiones)
Leandro Nicéforo Alem è una città dell'Argentina, capoluogo dell'omonimo dipartimento nella provincia di Misiones.